# Rehabilitační nemocnice Beroun
Rehabilitační nemocnice Beroun je soukromé zdravotnické zařízení, které spadá pod společnost Akeso holding, jejímž majitelem je podnikatel Sotirios Zavalianis.
Zaměření nemocnice je, jak napovídá i její název, především na následnou léčebnou rehabilitaci. Akutní lůžkovou péči poskytuje na oddělení vnitřního lékařství s JIP a v rámci rehabilitačního centra. Součástí nemocnice je také artroskopické centrum i následná zdravotní péče je poskytovaná v rehabilitačním centru a oddělení následné péče. Vedle toho nabízí nemocnice řadu ambulantních služeb, disponuje také oddělením klinické biochemie a hematologie a dopravní zdravotní službou.
Plánuje se postavení Centra duševní rehabilitace zaměřeného na psychiatrickou péči.
Nemocnice byla otevřená v roce 1929. V roce 2007 byla zprivatizovaná a přešla pod společnost Jessenia a.s.